# Завеса (роман)
Завеса: Поароов последњи случај је детективски роман британске списатељице Агате Кристи први пут објављен у Великој Британији од стране издавачке куће "Collins Crime Club" у септембру 1975. и у САД од стране издавачке куће "Dodd, Mead and Company" касније исте године у продаји за 7,95 долара.
У роману се појављују Херкул Поаро и Артур Хејстингс у свом последњем појављивању у Кристиним делима. Завеса је сеоски роман, а сви ликови и убиство смештени су у једној кући. Не само да роман враћа ликове на окружење њеног првог романа Тајанствени догађај у Стајлсу, већ поново уједињује Поароа и Хејстингса који су се последњи пут заједно појавили у роману Неми сведок 1937. године. Измишљени детектив умире на крају. Роман је екранизован 2013. године.
Ово је последњи роман који је Кристијева објавила пре своје смрти. Уснуло убиство, објављен постхумно, је њен последњи роман.

## Радња
Извесна особа није осумњичена за учешће у пет убистава од стране полиције и породице жртава. У свим случајевима постојао је јасан осумњичени. Четворо од ових осумњичених су од тада помрли (један од њих је обешен). У случају Фриде Клеј, која је својој тетки дала превелику количину морфијума, било је премало доказа за кривично гоњење. Поаро позива недавно посталог удовца Хејстингса да му се придружи у решавању овог случаја. Само Поаро види образац умешаности. Поаро, који користи инвалидска колица због артритиса, а прати га и његов нови собар Кертис, неће да каже име особе на коју се раније није сумњало, већ уместо тога користи слово "Х". "Х" је међу гостима у Стајлсу. Стара кућа је сада хотел под новим власницима, пуковником и госпођом Латрел. Гости се познају, а ово окупљање је покренуто када је сер Вилијам Бојд-Карингтон позвао Френклинове да му се придруже на летњем одмору. Пет претходних убистава се догодило на том подручју, међу људима познатим овој скупини.
Елизабет Кол говори Хејстингсу да је сестра Маргарет Личфилд која је признала убиство њиховог оца у једном од пет случајева. Маргарет је умрла у психијатријској болници "Бродмур", а Елизабет је стигматизована траумом. Три догађаја су се десила у наредних неколико дана, показујући отисак "Х"-а. Прво, Хејстингс и други чули су свађу између Латрелових. Убрзо након тога, Латрел је ранио своју жену пушком, рекавши да ју је мислио да је зец. Госпођа Латрел се опоравила, а догађај је добро утицао на њихов брак. Затим, Хејстингс је забринут да његова ћерка Џудит проводи време са мајором Алертоном, ожењеним човеком. Док су Хејстингс и Елизабет били напољу са посматрачем птица Стивеном Нортоном, Нортон је видео кроз двоглед нешто што га је узнемирило. Хејстингс је претпоставио да има везе са Алертоном. Када су његови покушаји да убеди Џудит да се окане Алертона донели само против-учинак, забринути отац планира Алертоново убиство. Заспао је док је чекао да отрује Алертона, са олакшањем што ништа није предузео када се пробудио следећег дана. Најзад, Барбара Френклин, супруга Џудитиног послодавца др. Френклина, умрла је следеће вечери. Она је отрована физостигмин сулфатом, изводом из Калабарског пасуља који је њен супруг истраживао. Поароово сведочење на истрази да је госпођа Френклин била узнемирена и да ју је видео како излази из лабораторије др. Френклина са малом флашом, убеђује пороту да врати пресуду о самоубиству.
Нортон је и даље забринут због онога што је видео неколико дана раније када је био са Хејстингсом и Коловом. Хејстингс саветује Нортона да се повери Поароу. Састају се у Поароовој соби. Те ноћи, Хејстингса је пробудила бука и видео је Нортона како улази у своју спаваћу собу. Следећег јутра, Нортон је пронађен мртав у својој закључаној соби са рупом од метка по сред чела, кључем у џепу кућног огртача и пиштољем у близини.
Када је Хејстингс рекао Поароу да је видео како се Нортон враћао у своју собу претходне ноћи, Поаро говори да је то слаб доказ јер није видео лице: и кућни огртач и коса и млохавост могу да се опонашају. Ипак, у кући не постоји мушкарац који би могао да опонаша Нортона, а који није био висок. Поаро умире од срчаног удара неколико сати касније. Хестингсу оставља три трага: копију Отела, копију Џона Фергусона (драма из 1915. Сент Џона Грира Ервина) и белешку да разговара са његовим дугогодишњим собаром Џорџом. Пошто је Поаро сахрањен у Стајлсу, Хејстингс сазнаје да је Џудит све време била заљубљена у др. Френклина. Она ће се удати за њега и отићи да се бави истраживањем у Африци. Када је Хејстингс разговарао са Џорџом, сазнао је да је Поаро носио перику и да су Поароови разлози за запошљавање Кертиса били нејасни.
Четири месеца након Поароове смрти, Хејстингс добија писмо у коме Поаро све објашњава. "Х" је био Нортон, човек који је усавршио технику комом је Јаго из Отела (и лик у Ервиновом комаду) мајстор наношење психолошког притиска који је потребан да изазове некога да почини убиство, а да његова жртва не схвата шта се дешава. Нортон је показао ову способност на пуковнику Латрелу, Хејстингсу и госпођи Френклин. Поаро је те ноћи интервенисао таблетама за спавање у Хестингсовој врућој чоколади како би спречио катастрофални исхитрени поступак. Поружно, Хејстингс је несвесно интервенисао у плану госпође Френклин да отрује свог мужа када је случајно окренуо сто за часописе док је тражио укрштене речи и тако заменио шољице са кафама па се госпођа Френклин отровала. Поаро ово није могао да докаже. Осећао је да је Нортон, који је намерно био нејасан шта је видео кроз двоглед, наговестио да је видео Френклина и Џудит како би их умешао у убиство госпође Френклин, а не за ненамерно самоубиство какво је било. Ово објашњава Поароово сведочење на претресу како би се осигурало да полиција зауставити истрагу.
С обзиром на његово веома слабо срце, Поаро схвата да мора да прекине низ убистава убиством Нортона. Поаро позива Нортона на топлу чоколаду и на њиховом састанку говори Нортону шта сумња и планира да га погуби. Нортон, надмен и самоуверен, наваљује на замени шољица. Пошто је предвидео овај потез, Поаро је дрогирао обе чаше, знајући да има већу трпељивост на количину која би онеспособила Нортона. Поаро премешта уснулог Нортона назад у своју собу користећи инвалидска колица. Поаро је могао да хода све време, а један од разлога што му је био потребан нови собар који није био свестан тога за овај последњи случај. Затим, будући да је исте висине као Нортон, он се прерушава у Нортона тако што је скинуо перику и лажне бркове, разбарушио седу косу, затим обукао Нортонов кућни огртач и ходао шепајући. Када је Хејстингс установио да је Нортон био жив након што је напустио Поароову собу, Поаро пуца у Нортона, оставља пиштољ на столу и закључава собу дупликатом кључа. Поаро је тада почео да пише своју причу и престао да узима свој амил нитрит за срце. Не може да каже да је било исправно починити убиство, али је свеједно био сигуран да је спречио још убистава које би подстакао Нортон. Његова последња жеља за Хејстингсом је типична за Поароа, проводаџију. Он предлаже да Хејстингс буде са Елизабет Кол.

## Ликови
- Херкул Поаро, белгијски детектив, сада већ остарео, али још увек размишља
- Капетан Артур Хејстингс, Поароов пријатељ, недавно постао удовац, отац четворо одрасле деце међу којима је и Џудит
- Кертис, Поиротов нови собар
- Др Џон Френклин, лекар и хемичар истраживач, 35 година, идеалиста снажног карактера
- Барбара Френклин, његова непокретна жена, 30 година, амбициозна жена
- Џудит Хејстингс, Френклинова помоћница у лабораторији и ћерка капетана Хејстингса, 21 година, годину дана ван универзитета
- Сестра Крејвен, медицинска сестра Барбаре Френклин
- Сер Вилијам Бојд Карингтон, бивши гувернер провинције Индије, око 15 година старији од госпође Френклин, пријатељ њене породице од њеног детињства, у Енглеској живи као баронет у кући коју је наследио када се кућа преуредила
- Мајор Алертон, дуго отуђен од своје жене, углађене женскароше, у раним четрдесетим
- Пуковник Тоби Латрел, власник "Стајлса", око 50 година
- Госпођа Дејзи Латрел, његова жена
- Елизабет Кол, 35 година, једна од три преживеле сестре некада познате по презимену "Личфилд"
- Стивен Нортон, седокоси човек тихе нарави, користи двоглед за посматрање птица
- Џорџ, Поароов дугогодишњи собар

## Књижевни значај и пријем
У рецензији под насловом „Последњи Херкулов задатак“, Метју Коди ја за часопис „Чувар“ 9. октобра 1975. године написао да је књига и „радозналост и победа“. Поновио је причу о књизи која је написана пре тридесетак година, а затим је изјавио да се „кроз њу госпођа Агата, чији је недавни рад показао опадање, још једном види на врхунцу своје генијалности“. Коди је назвао капетана Хејстингса „најгушћим од др. Вотсонса [али]... никада глупост верног пратиоца-хроничара није била тако лукаво искоришћена као што је овде“. Коди је сажео апсолутне основе заплета и питања која се у њему постављају, а затим је рекао:
Дајући одговоре, велики илузиониста криминалистичке фантастике даје узорно показивање варања читалаца. Наизглед безуметна, поједностављена Кристина проза је минирана обманама. Унутар старих, сулудих скупова у кући на селу, она прерађује најмање вероватну варку са особом са свежином која парира изворности коју је показала пре скоро 50 година у роману Убиство Роџера Акројда. За егоистичног Поароа, јунака 40-ак књига... то је заслепљујуће театрална завршница. 'Збогом, cher ami', гласи његова последња порука несрећном Хејстингсу. 'Били су то добри дани.' За зависнике, свуда су били међу најбољима.
Два месеца касније, Коди је номиновао Завесу за своју књигу године у колони избора критичара. Рекао је: "Ниједна крими прича из 1975. није ми пружила више неразводњеног задовољства. Као критичар, поздрављам је, као подсетник да чиста домишљатост још увек може да задиви."
Морис Ричардсон је за часопис Посматрач 5. октобра 1975. сабрао утиске рекавши: „Један од њених најизмишљенијих послова, вештачки као механички кавез за птице, али неописиви лабудов пев.“

Роберт Барнард је за текст под називом Дар за обману мање повољно написао:
Написан четрдесетих година, уређен за објављивање након Кристине смрти, али у ствари објављен непосредно пре ње. Засновано на замисли коришћеној у роману Опасност у Енд Хаусу (поглавље 9) – паметном и занимљивом, али коме је потребна већа суптилност у руковању него што то Кристин стил или карактеризација дозвољава (ликови овде су у сваком случају изузетно бледи). У ствари, за дуго неговану замисао и као излаз за Поароа, ово је чудно површно у извршењу.
Завеса је била једна од најпродаванијих књига 1976. године.

## Помињања и алудирања
Пошто је њихов последњи заједнички случај, помињу се ранији случајеви. Хејстингс се укључио у прву истрагу у Стајлсу 1916. године када је имао тридесет година. Оженио се на крају следећег Поароовог романа Убиство на терену за голф што се два пута помиње у овом роману пошто је Хејстингс сада удовац.
Поаро помиње да је једном у Египту покушао да упозори убицу пре него што је та особа починила злочин. Тај случај је испричан у роману Смрт на Нилу. Он напомиње да је постојао још један случај у којем је урадио исту ствар: готово сигурно је то случај из приче „Троуглу на Родосу“ (објављеном у збирци прича Убиство у малој улици 1937. године). У роману Убиства по абецеди, инспектор Џап каже Поароу: „Не би ме чудило да на крају решавате сопствену смрт, што је указало да се замисао о Завеси већ формирала у ауторкином уму још 1935. године. Дана 6. августа 1975. године часопис Њујорк тајмс је објавио Поароову читуљу на насловној страни са сликом којом је обележена његова смрт.
Хејстингс такође помиње „случај Евелин Карлајл“ док је нагађао о могућем скривеној финансијској побуди за "Х"-ове поступке, позивајући се на роман Тужни чемпрес који се усредсредио на откривање новца као мотивацију за злочин.

## Објављивање романа
Кристијева је написала роман почетком 1940-их током Другог светског рата. Делимично плашећи се за сопствени опстанак и желећи да има прикладан крај низа романа о Поароу, Кристијева је роман дала да се закључа у трезор банке више од тридесет година. Последњи Поароов роман који је Кристијева написала, Слонови памте, објављен је 1972. године након чега је уследио последњи Кристин роман Залеђе судбине. Кристина званична Завеса је извучена из трезора и накнадног објављена. Била је то последња њена књига објављена током њеног живота.
Због раног датума састављања, Завеса не помиње Поароове касније случајеве у романима објављеним после Другог светског рата. Појединости су само повремено анахроне (као што је помињање вешања које је у Великој Британији укинуто 1965. године). Кристијева није могла да зна колико ће дуго живети нити колико ће Поаро остати популаран. Пети пасус у Завеси („Рањен у рату који ће за мене увек бити рат — рат који је сада збрисан другим и очајнијим ратом“, каже Хејстингс) обележава пролазак времена за Хејстингса и дуго пријатељство двојице мушкараца као и прављење везе са првим Поароовим романом.
Иако је објављен 1975. године, роман је написан више од 30 година раније, а тачно временско раздобље приче је непознато осим летњег. Године Хејстингсове ћерке стављају причу после Другог светског рата као и потпуно одсуство ратних услова и ограничења (нпр. нема помена о рационирању или бомбардовању у Лондону), али ништа не одређује тачну послератну годину. Део аритметике који показује да је прича постављена после рата почиње од брака Артура Хејстингса и Дулси (Пепељуге) Дувин на крају романа Убиство на терену за голф (објављено 1923) и неколико година потребних за рођење њиховог четворо деце, од којих је Џудит која има 21 годину, изгледа најмлађа. Прича није преписана да би се додали конкретније ознаке година након Другог светског рата као што су модели кола, стилови одеће или светски догађаји. Прича јасно завршава Поароову каријеру јер он умире у роману, користећи своју смрт за решење које никада раније није разматрао: да и сам постане убица. Поароова смрт је објављена у часопису Њујорк тајмс што је ретка част за неког измишљеног лика.

## Екранизација
Роман је екранизован 2013. са Дејвидом Сачетом у улози Поароа. Била је то последња епизода последње сезоне серије Поаро и прва снимљена епизода последње сезоне. Хју Фрејзер се поново вратио улози Хејстингса после десет година. У епизоди су се појавили и Алис Ор-Јуинг (Џудит Хејстингс), Хелен Бексендејл (Елизабет Кол), Ен Рид (Дејзи Лутрел), Метју Мекналти (мајор Алертон), Шон Дингвол (Др Френклин), Ејдан Мекардл (Стивен Нортон) и Филип Гленистер (Сер Вилијам Бојд-Карингтон). Епизода је емитована у Британији 13. новембра 2013. године и касније на AcornTV 25. августа 2014. године. У екранизацији се помињу само убиства Личфилда, Шарплса и Етерингтона. Маргарет Личфилд је обешена током уводне шпице док у роману умире у психијатрији. Убица није означен са 'Х' као у роману јер се сврха обележавања постигла на друге начине. Иначе, екранизација је била изузетно верна роману. Остатак серије Поаро смештен је у 1930-те без обзира на то када су романи написани или савремене карактеристике у сваком од романа, а ова последња прича означава време радње као 1949. годину.
Дана 19. децембра 2013. године, Барнаби Волтер из часописа Ивица уврстио је екранизацију и Поароову смрт на друго место на списку најбољих тренутака ТВ драме 2013. године. Године 2015. епизода Завеса је одабрана за најбољу епизоду за своју 67. Еми награду, али је на крају изгубиола од филма Беси.